# Hermann Bosch
Hermann Bosch (* 10. März 1891 in Öhningen; † 15. November 1916 in Kronstadt) war ein deutscher Fußballspieler.

## Karriere

### Vereine
Hermann Bosch, Sohn des Oberrechnungsrats Fridolin Bosch und dessen Frau Emma, gehörte dem Karlsruher FV als linker Läufer an, für den er von 1908 bis 1914 in den vom Verband Süddeutscher Fußball-Vereine organisierten Meisterschaften im Südkreis seine Punktspiele bestritt. Am Ende seiner zweiten Spielzeit gewann er die Südmeisterschaft und setzte sich mit seiner Mannschaft in der sich anschließenden Endrunde um die Süddeutsche Meisterschaft ungeschlagen durch – wie auch am Ende der Folgesaison. Auch in seiner vierten Spielzeit gewann er mit der Südkreismeisterschaft und der Süddeutschen Meisterschaft erneut zwei regionale Titel. Nachdem er mit der Mannschaft die Saison 1912/13 als Viertplatzierter beendet hatte, schloss er seine letzte Saison in der regional höchsten Spielklasse als Letztplatzierter ab; der Karlsruher FV stieg somit in die zweite Klasse ab.
Aufgrund der Erfolge in den Jahren 1910 bis 1912 nahm er mit seiner Mannschaft auch an den jeweiligen Endrunden um die Deutsche Meisterschaft teil. Sein erstes Endrundenspiel bestritt er am 15. Mai 1910 im Kölner Finale, das gegen Holstein Kiel erst in der Verlängerung mit 1:0 durch den entscheidenden Treffer von Max Breunig in der 114. Minute entschieden wurde. 1911 bestritt er das Viertel- und Halbfinale, das mit 0:2 gegen den VfB Leipzig verloren wurde. 1912 erreichte er mit dem Karlsruher FV erneut das Finale, nachdem er auch schon in den siegreichen Spielen im Viertel- und Halbfinale mitgewirkt hatte. Das am 26. Mai 1912 in Hamburg ausgetragene Finale wurde diesmal durch ein Strafstoßtor entschieden – Ernst Möller entschied die Begegnung in der 52. Minute zugunsten von Holstein Kiel.

### Auswahl-/Nationalmannschaft
Bosch nahm als Spieler der Auswahlmannschaft des Verbandes Süddeutscher Fußball-Vereine am Wettbewerb um den Kronprinzenpokal teil. Nach Erfolgen im Viertel- und Halbfinale wirkte er im am 25. Mai 1911 in Berlin ausgetragenen Finale mit, das jedoch mit 2:4 n. V. gegen die Auswahlmannschaft des Norddeutschen Fußball-Verbandes verloren wurde.
Sein Debüt in der A-Nationalmannschaft gab er am 29. Juni 1912 in Stockholm während des olympischen Fußballturniers in der Hauptrunde bei der 1:5-Achtelfinalniederlage gegen die Nationalmannschaft Österreichs. Sein zweites Turnierspiel bestritt er im Halbfinale der Trostrunde bei der 1:3-Niederlage gegen die Nationalmannschaft Ungarns am 3. Juli 1912. Auch seine letzten drei Länderspiele, die er gegen die Nationalmannschaft Dänemarks, der Niederlande und zuletzt am 18. Mai 1913 in Freiburg im Breisgau gegen die Schweiz bestritt, wurden allesamt verloren.

## Erfolge
- Deutscher Meister 1910
- Süddeutscher Meister 1910, 1911, 1912
- Südkreismeister 1910, 1911, 1912

## Tod
Hermann Bosch starb im Ersten Weltkrieg nach schwerer Verwundung durch einen Kopfschuss an der rumänischen Front in einem Lazarett in Kronstadt in Siebenbürgen. Noch im Monat seines Todes wurde er im Dienstgrad eines Unteroffiziers mit dem Eisernen Kreuz ausgezeichnet. Es war der zweite Sohn, den die Familie Bosch im Ersten Weltkrieg verlor, und er eines von 66 Mitgliedern des Karlsruher FV, die im Krieg ihr Leben verloren. Vereinsmitspieler Max Breunig heiratete später Boschs Schwester Emma.